# 勝手にシンデレラ
「勝手にシンデレラ」（かってにシンデレラ）は、2013年7月3日にFRAMEから発売されたCOLORSのシングル。

## 概要
表題曲「勝手にシンデレラ」は、テレビアニメ『イナズマイレブンGO ギャラクシー』の初代エンディングテーマとして使用された。
COLORSはリリース毎にメンバーが変わり、今作では空野葵（北原沙弥香）と森村好葉（悠木碧）が担当した。作・編曲はギタリストのMarty Friedmanが担当し、楽曲はヘビーメタル調になっている。
初回特典盤と通常盤の計2種の仕様で発売され、初回特典盤には表題曲のPVとエンディング映像を収録したDVDが同梱。

## シングル収録内容
| 全作詞: mildsalt、全作曲・編曲: Marty Friedman。 |                                                      |          |                |      |
| #                                                | タイトル                                             | 作詞     | 作曲・編曲     | 時間 |
| 1.                                               | 「勝手にシンデレラ」                                 | mildsalt | Marty Friedman | 4:09 |
| 2.                                               | 「ファンタジーが止まらない」                         | mildsalt | Marty Friedman | 3:05 |
| 3.                                               | 「勝手にシンデレラ（オリジナル・カラオケ）」         | mildsalt | Marty Friedman | 4:09 |
| 4.                                               | 「ファンタジーが止まらない（オリジナル・カラオケ）」 | mildsalt | Marty Friedman | 3:02 |
| 合計時間:                                        | 合計時間:                                            | 14:26    |                |      |

| #  | タイトル                                 | 作詞 | 作曲・編曲 |
| -- | ---------------------------------------- | ---- | ---------- |
| 1. | 「勝手にシンデレラ」(ミュージックビデオ) |      |            |
| 2. | 「勝手にシンデレラ」(アニメEDバージョン) |      |            |